# Moneilema wickhami
Moneilema wickhami är en skalbaggsart som beskrevs av Psota 1930. Moneilema wickhami ingår i släktet Moneilema och familjen långhorningar. Inga underarter finns listade i Catalogue of Life.